# 테다소나무
테다소나무 (학명: Pinus taeda 피누스 타이다[*])는 텍사스주 중부에서 플로리다주, 그리고 델라웨어주 및 뉴저지주 남부에 이르기까지 미국 남동부에서 자생하는 여러 소나무 중 하나이다. 목재 산업에서는 이 종을 '남부노란소나무'로 분류한다. 미국 산림청의 조사에 따르면 테다소나무는 미국에서 붉은단풍나무 다음으로 두 번째로 흔한 나무이다. 목재의 경우 소나무 종은 미국 남동부에서 가장 상업적으로 중요한 나무로 취급받는다. 이 소나무 종은 주로 저지대와 늪지대에서 발견되기 때문에 일반적으로 loblolly라는 이름이 사용된다. 테다소나무는 100종 이상의 Pinus 종 중 최초의 완전한 게놈 서열을 가지고 있다. 2014년 3월 현재, 가장 큰 염기 서열을 가진 생물체였다. 220억 개의 염기쌍을 가진 게놈은 인간보다 7배 더 크다. 2018년 현재 Axolotl 게놈 (32Gb)의 조립은 테다소나무 가장 큰 조립된 게놈으로 만들었다.

## 설명
테다소나무는 직경이 0.4–1.5m (1.3–4.9ft) 인 수고가 30–35m (98–115ft)에 이른다. 예외적으로 큰 나무는 높이가 50m (160 피트)에 이르며 남부소나무 중 가장 큰 것이다. 침엽은 3 개 묶음으로 되어 있으며 때로는 꼬여 있으며 길이 12-22cm (4 3⁄4–8 3⁄4 in), 소나무의 중간 길이이며, 긴잎 소나무 또는 슬래시 소나무보다 짧다. 그러나 단엽 소나무와 가문비 나무 소나무보다는 길다. 침엽은 보통 떨어지기 2년 전까지 지속되며 상록의 특성을 보인다. 악천후, 곤충 손상 및 가뭄으로 인해 일부 침엽이 연중 내내 떨어지지만 대부분의 침엽은 두 번째 해의 가을과 겨울에 떨어진다. 열매는 처음엔 녹색이다가, 숙성하면 연한 담갈색으로 되고, 길이 7–13 cm (2 3⁄4–5 in), 닫을 때 폭 2–3 cm (3⁄4–1 1⁄4 in), 4–6cm (1 1⁄2–2 1⁄4 인치), 각 스케일은 3 ~ 6mm (0.12 ~ 0.24 인치)의 날카로운 축이 생긴다.
현재 키가 가장 큰 나무는 51.4m (169 피트)이고 등치가 가장 큰 나무는 42m3 (1,500 입방 피트)이며 Congaree National Park에 있다.

## 분류법 및 명명

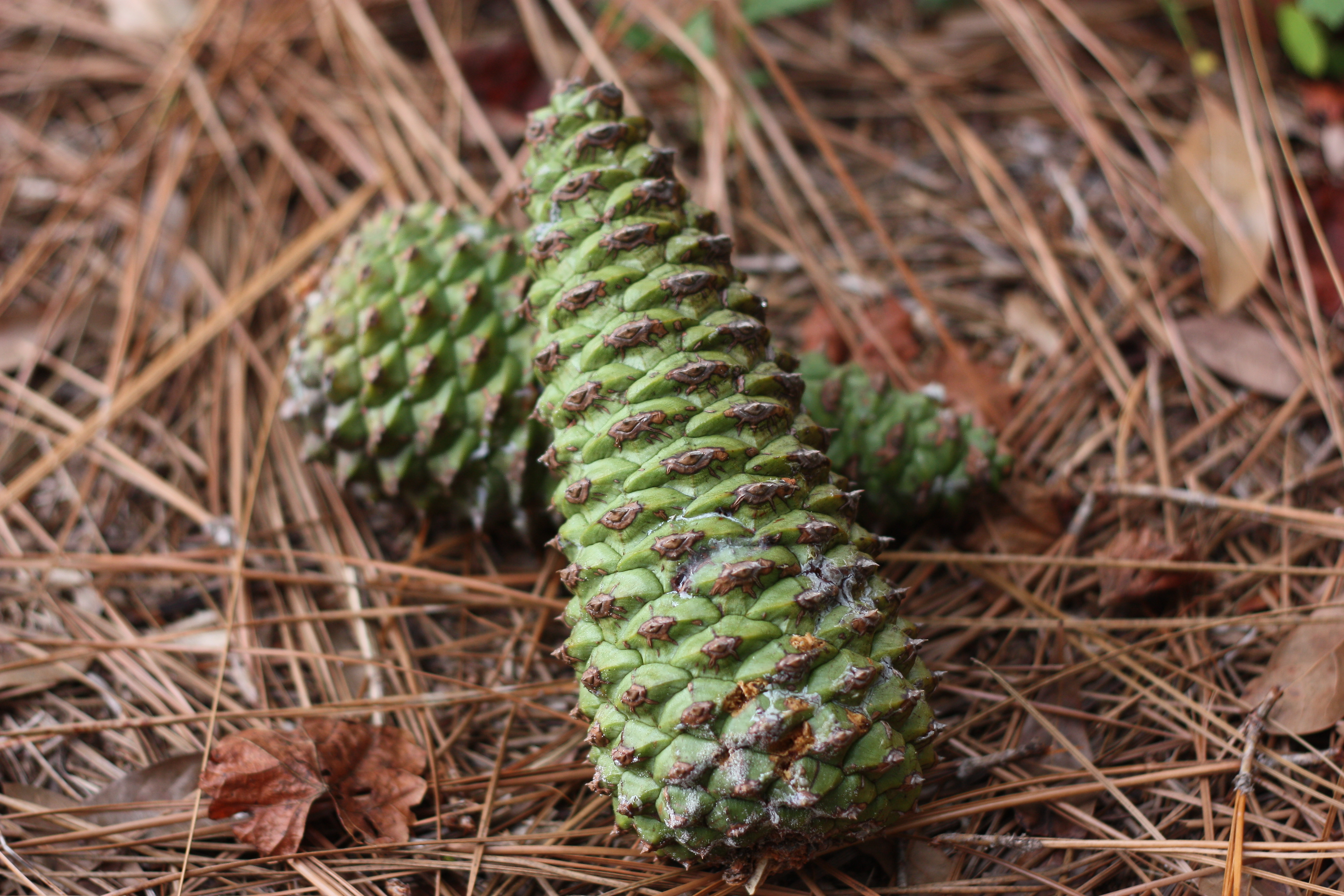
성숙하였으나 닫힌 상태의 암꽃이 큰 열매

"loblolly"라는 단어는 요리 죽의 두껍고 무거운 버블 링을 나타내는 "lob"과 국물, 수프 또는 냄비에 삶은 다른 음식에 대한 영국의 오래된 방언 단어 인 "lolly"의 조합어이다. 미국 남부에서 이 단어는 죽을 나타내는 암시에서 파생된 의미인 "머드 홀로 쓴다. 따라서 이 소나무는 저지대와 늪지대에서 일반적으로 발견된다. Loblolly pine은 남쪽 전역에서 흔히 볼 수 있는 산성의 점토 토양에서 잘 자라기 때문에 시골 지역의 넓은 임분에서 자주 발견된다. 현재 거의 사용되지 않는 다른 옛 이름에는 버려진 들판의 초기 식민지로서의 지위로 인해 oldfield pine이 있다. 황소 소나무는 이 나무의 크기로 인해 부르는 이름이다.(몇몇 다른 노란 소나무들도 종종 그렇게 부르며, 특히 큰 고립된 나무); 로즈마리 소나무로 부르는 것은 , 다른 남쪽 소나무에 비해 loblolly이 독특한 향기를 갖기 때문에 부르는 이름이며 ; 노스 캐롤라이나 소나무.
학명으로 Pinus는 소나무의 라틴어 이름이며 taeda는 수지 나무를 뜻한다.

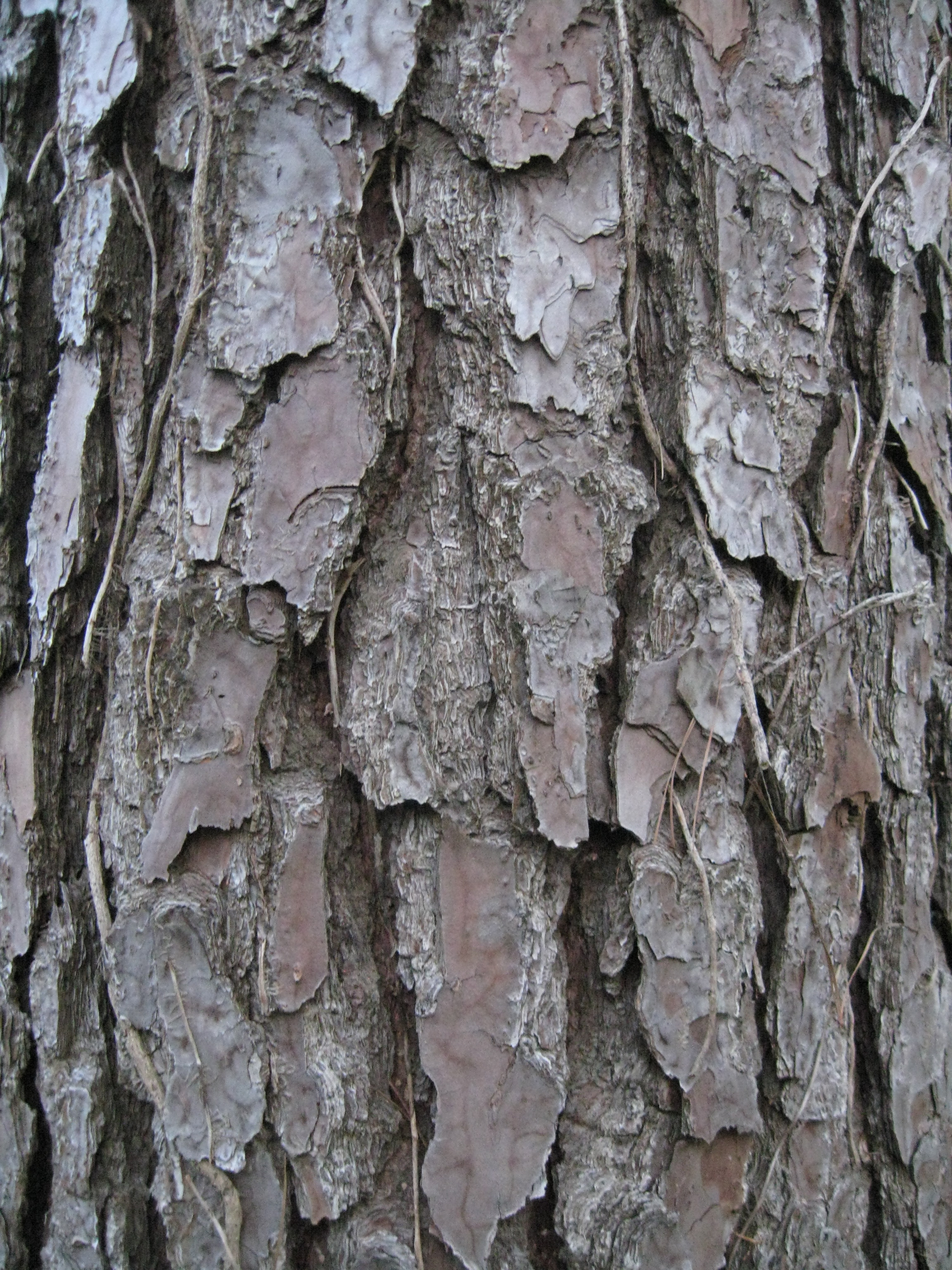
성숙한 나무의 수피

## 생태학
산불 억제의 도래로, 롱 리프 소나무, 특히 플로리다 북부에서 슬래시 소나무에 의해 지배되었던 심해의 일부 지역에서는 연성 소나무가 널리 퍼져있다.
일반적으로 빠르게 성장하는 남부 소나무 중에서도 성장 속도가 빠르다. 황색을 띠는 수 지성 목재는 유명하지만 목재 펄프에도 사용된다. 이 나무는 넓은 조림지에서 상업적으로 재배된다.
Loblolly pine은 텍사스 배스트럽 주변의 로스트 파인즈 포레스트 (Lost Pines Forest)에 자 소나무이며, 텍사스 콜로라도 강을 따라 맥키니 러프 (McKinney Roughs)에도 있다. 이들은 산성 모래 토양 지역에서 고립된 개체군으로 소나무 성장에 좋지 않은 알칼리성 점토로 둘러싸여 있다.
loblolly pine을 사용한 한 연구에 따르면 대기 중 이산화탄소 수준이 높을수록 나무가 얼음 폭풍을 더 잘 견뎌 낼 수 있다고 한다.

## 주목할 만한 나무
아우구스타 내셔널 골프 클럽의 17번 홀에 있는 유명한 "아이젠 하워 트리"는 테다소나무이다. 어거스타 내셔널 회원 인 드와이트 D. 아이젠 하워 미국 대통령은 1956 년 클럽 회의에서 나무를 너무 많이 때리면서 나무를 줄이겠다 고 제안했다. 클럽 회장 인 클리포드 로버츠 (Clifford Roberts) 회장은 대통령의 마음을 상하게하지 않기 위해 요청을 바로 거절하기보다는 즉시 회의를 휴회했다. 2014년 2월, 얼음 폭풍으로 아이젠 하워 나무가 심하게 손상되었다. 수목 학자들의 의견은 나무를 구할 수 없어 제거해야한다는 것이었다.
"모리스 파인"은 아칸사스 남동부에 위치하고 있다. 지름 142cm (56 인치), 높이 35.7m (117 피트)의 300 세 이상이다.
아폴로 14호 우주선에 테다소나무 씨앗을 싣고 여행했다. 돌아 와서 씨앗은 백악관 부지를 포함하여 미국의 여러 곳에 심었다. 2016 년 현재,이 달의 나무들은 여전히 살아 있다.

## 게놈
소나무는 가장 흔한 침엽수이며 Pinus 속은 100 종이 넘는 종으로 구성되어 있다. 그들의 게놈 서열 분석은 높은 복잡성과 크기 때문에 큰 도전으로 남아있다. Loblolly pine은 완전한 게놈 서열을 가진 최초의 종이 되었다. 이것은 Axolotl 게놈 (32Gb)이 조립될 때까지 2018 년까지 가장 큰 게놈이었다. 테다소나무 게놈은 22.18 억 개의 염기쌍으로 구성되는데, 이는 인간보다 7 배 이상이다. 침엽수 게놈은 반복서열 DNA로 가득 찬 것으로 알려져 있는데, 이는 연성 소나무에서 게놈의 82%를 구성한다 (사람의 경우 50 %에 비해). 유전자의 수는 약 50,172로 추정되며 그중 15,653 개가 이미 확인되었다. 유전자의 대부분은 중복이다. 일부 유전자는 완전 서열화 된 식물 게놈 중에서 가장 긴 인트론을 가지고 있다.

## 자식약세
나자식물은 주로 타가수분을 하지만 유전적인 자가불화합성은 적게 일어난다. Loblolly pine은 대부분의 나자식물과 마찬가지로 특히 배아 단계에서 높은 수준의 자식약세를 보인다. loblolly pine은 최소한 8개의 치사등가치를 가진다. 치사등가치는 반수체 게놈당 유해한 유전자의 수이며 누적 효과는 하나의 치명적인 유전자와 동등하다. 적어도 8개의 치사 당량의 존재는 자가 수정 시 실질적인 자식약세를 의미한다.